# Henrietta Hodson

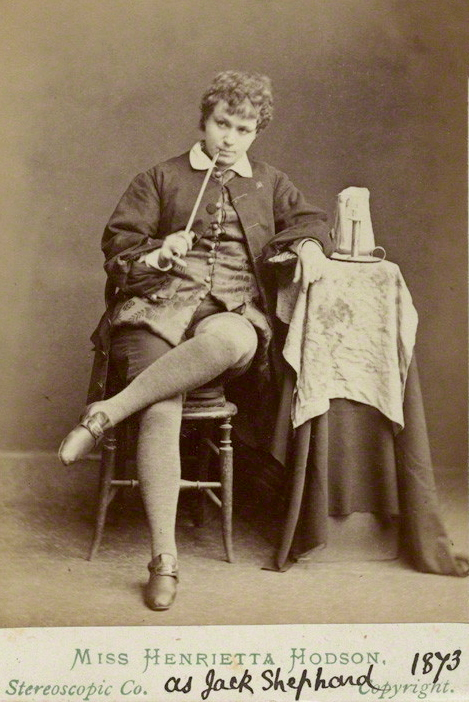
Henrietta Hodson (1873)

Henrietta Hodson (* 26. März 1841 in St. Mary’s Parish, Westminster; † 30. Oktober 1910 in Florenz, Königreich Italien) war eine englische Schauspielerin.

## Leben
Hodson entstammte einer Familie von Schauspielern. Sie war die älteste Tochter des Schauspielers George Alfred Hodson (1822–1869) und dessen Ehefrau, der Schauspielerin und Tänzerin Henriette Elizabeth Noël. Ihre beiden jüngeren Schwestern, Kate und Sylvia, gingen später ebenfalls zum Theater. Der Theatermanager George Musgrove (1854–1916) und die Schauspielerin Sarah Siddons (1755–1831) waren entfernte Verwandte.
Ihren künstlerischen Unterricht erfuhr sie durch ihre Eltern und hatte mit deren Unterstützung mit 17 Jahren 1858 ihr Debüt am Theatre Royal in Glasgow. Nach drei Jahren schnell wechselnder Engagements konnte sich Hodson 1861 der Theatergesellschaft von James Henry Chute (1810–1878) anschließen. Zu dieser Zeit hatte sie sich bereits einen Namen als Soubrette erarbeitet. 1863 wurde sie vom Ehepaar Kendall entdeckt und abgeworben. In Kendalls Inszenierung von Shakespeares Ein Sommernachtstraum gab sie den „Oberon“ und hatte damit ihren künstlerischen Durchbruch. 
1864 heiratete Hodson den Solicitor Richard Walter Pigeon (1832–1887) und hatte mit ihm einen Sohn, Walter Noël, der im darauffolgenden Jahr geboren wurde. Da ihr Ehemann ihr dies verbot, gab Hodson anlässlich ihrer Hochzeit ihren Beruf auf. Die Ehe stand unter keinem guten Stern und Hodson verließ ihren Ehemann mit ihrem Sohn im Frühjahr 1866. Sie kehrte ans Theater zurück und trat noch im selben Jahr am Prince of Wales’s Theatre (Camden) auf. Durch die Theatermanagerin Mary Wilton konnte sie 1867 ans Queen’s Theatre (Covent Garden) wechseln und machte 1868 dort die Bekanntschaft des Politikers Henry du Pré Labouchère. Noch im selben Jahr zogen die beiden zusammen, konnten aber nicht heiraten, da Hodsons Ehemann eine Scheidung verweigerte.
Während der Theatersaison 1870/71 trat Hodson am Royalty Theatre (Soho) auf und ging anschließend für einige Zeit auf Tournee. 1875 hatte sie ein längeres Gastspiel in Liverpool und ab 1877 galt sie als Hauptdarstellerin am Theatre Royal Haymarket. 1878/79 war sie erneut am Queen’s Theatre zu sehen und 1880 nahm sie erneut Abschied von der Bühne.
Sie ließ sich zusammen mit Labouchère in Cross Deep (Twickenham) nahe London nieder und bewohnten die ehemalige Villa des Schriftstellers Alexander Pope. Dort kam dann auch ihre gemeinsame Tochter Mary Dorothea (1884–1944) zur Welt. Nur wenige Wochen nach dem Tod ihres Ehemannes, heiratete Hodson 1887 in Twickenham Labouchère.
Im Sommer 1903 gab Hodson zusammen mit ihrem Ehemann ihr Haus in Twickenham auf und gingen nach Italien. Sie ließen sich nahe Florenz in der Villa Christina nieder. Anlass war die bevorstehende Hochzeit ihrer Tochter Mary Dorothea am 12. November 1903 mit Carlo Emanuele Starabba, dem 2. Marchese di Rudinì, einem Sohn des früheren Ministerpräsidenten Italiens Antonio Starabba di Rudinì.
Mit 69 Jahren starb Henrietta Hodson 1910 in Florenz und fand dort auf dem Cimiterio di San Miniato al Monte (→Basilika San Miniato al Monte) ihre letzte Ruhestätte.

## Rollen (Auswahl)
- Oberon – Ein Sommernachtstraum (William Shakespeare)
- Dares – Endymion (John Lyly)
- Marguerite – Turm of the tide (Francis Cowley Burnand)
- Lucy – Dearer than life (Henry James Byron)
- Fairy Queen – The Gnome King (William Brough)
- Lady Amaranth – Wild Oats (John O’Keeffe)
- Nydia – Last Days of Pompeii (John Oxenford)
- Cynisca – Pygmalion and Galatea (William Schwenck Gilbert)